# Lema (comune)
Lema è un comune svizzero sparso di 2646 abitanti del Canton Ticino, nel distretto di Lugano.

## Geografia fisica
Il comune di Lema occupa la parte meridionale del Malcantone, sulla sponda destra della Magliasina. Il Monte Lema, che dà il nome al comune, ne costituisce il punto più elevato. Il capoluogo è Novaggio.

## Storia
Il comune è stato istituito il 6 aprile 2025 in seguito all'aggregazione dei comuni di Astano, Bedigliora, Curio, Miglieglia e Novaggio.

## Infrastrutture e trasporti
Dalla frazione di Miglieglia si può raggiungere con una funivia, aperta da marzo a novembre, la vetta del Monte Lema.